# 松野勉
松野 勉（まつの つとむ）は、日本の建築家。

## 来歴
- 1969年：東京都生まれ
- 1988年3月：東京学芸大学教育学部附属高校卒業
- 1992年3月：早稲田大学理工学部建築学科卒業
- 1994年3月：早稲田大学大学院修士課程修了（早稲田大学大学院理工学研究科 建設工学専攻建築専門分野）
- 1994年4月：石山修武研究室
- 1996年：ライフアンドシェルター社設立[1]
- 2002年 - 2010年：千葉大学工学部 都市環境システム学科 非常勤講師
- 2007年 - ：慶應義塾大学理工学部 非常勤講師『建築論』講義
- 2008年 - ：東京理科大学工学部 非常勤講師
- 2013年 - 2014年：昭和女子大学 非常勤講師
- 2014年 - ：アトリエ・天工人
- 2017年 - ：奄美設計集団 管理建築士[2]

代表作に、s-house、S/N、foo、大地の景色、など。